# Kacper Sztuka
Kacper Sztuka (Bielsko-Biała, 28 de janeiro de 2006) é um automobilista polonês. Ele foi campeão italiano de F4 em 2023 e o vencedor da edição inaugural da Fórmula Winter Series. Sztuka é ex-membro da Red Bull Junior Team.

## Carreira

### Fórmula 3
Em novembro de 2023, Sztuka pilotou pela equipe MP Motorsport durante o teste de pós-temporada do Campeonato de Fórmula 3 da FIA em Ímola Em janeiro de 2024, Sztuka anunciou que havia assinado com a equipe neerlandesa para competir na temporada da Fórmula 3 de 2024.

### Fórmula 1
Em novembro de 2023, foi anunciado que Sztuka se juntaria a o programa de jovens pilotos da Red Bull, a Red Bull Junior Team. No entanto, apenas sete meses depois, foi anunciado que ele iria deixar o programa após seu contrato ser rescindido pela Red Bull.